# Quttinirpaaq National Park
Quttinirpaaq National Park er en nationalpark i Nunavut, Canada, beliggende på den nordøstlige del af Ellesmere Island. Det beskyttede område omfatter et areal på 37.775 kvadratkilometer, som gør Quttinirpaaqs National Park til den næststørste af Canadas nationalparker (størst er Wood Buffalo National Park). Quttinirpaaqs National Parker også den nordligste af Canadas nationalparker.

## Vegetation
Quttinirpaaq National Park har et arktisk klima, og vegetationen i området er sparsom og domineres af arter tilpassede det strenge klima. Der er blevet observeret 154 arter karplanter, først og fremmest forskellige lave, arktiske urter med små rodsystemer, hvilke klarer permafrosten, de korte somre og lange, kolde vintre. Her vokser også pil. Der er blevet observeret 44 arter laver og 193 arter mosser og levermosser.

## Dyreliv
Til pattedyrfaunaen i Quttinirpaaq hører landlevende dyr som halsbåndlemminger, polarhare, ren, moskusokse, hermeliner, polarræv, ulv og isbjørn. I havet findes desuden flere arter sæler. Almindelige er ringsæler og remmesæl, mens grønlandssæl, spættet sæl og klapmyds er mere usædvanlige. Det forekommer også, at hvalros viser sig her. Andre havlevende pattedyr, som kan ses, er narhval, hvidhval, grønlandshval og spækhugger, de tre sidste er dog alle ganske sjældne.

## Billeder
|                                      |
| Kort over Quttinirpaaq National Park |

|                               |
| Gull Glacier i Tanquary Fiord |

|                                                                                    |
| Tanquary Fiord, med sammenløbet Air Force River, Rollrock River og Macdonald River |

|                        |
| Air Force Glacier 2011 |

|                        |
| Air Force Glacier 1997 |

|                                          |
| Sammenløbet Scylla og Charybdis Glaciers |

|                                                     |
| British Empire Range, i nordenden af Tanquary Fiord |

|                           |
| Polarræv (Alopex lagopus) |

|                            |
| Snehare (Lepidus arcticus) |